# Max Hetzel

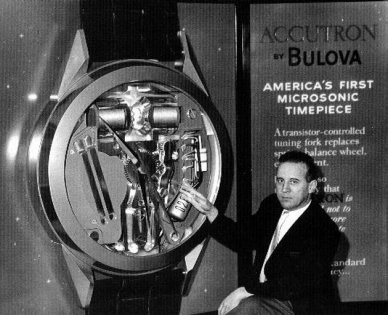
Max Hetzel vor dem Modell der Uhr Accutron

Max Hetzel (* 5. März 1921 in Basel; † 12. September 2004 in Deitingen) war ein Schweizer Elektroingenieur und Erfinder der Stimmgabeluhr Accutron.

## Leben
Max Hetzel besuchte die Schulen in Muttenz und absolvierte nachfolgend die mathematisch-naturwissenschaftliche Abteilung des Gymnasiums in Basel. 
Anschliessend trat er 1941 in die ETH Zürich ein und studierte Elektrotechnik. Seine Diplomarbeit befasste sich mit elektromechanischen Filtern für die Übertragungstechnik der Telegrafie unter der Leitung von Ernst Baumann.
Den Berufseinstieg machte er bei der Firma Hasler AG in Bern, welche zu den Pionierfirmen in der Telegrafie zählte. Nach kurzer Zeit kehrte er an die Abteilung für industrielle Forschung (AfiF) der ETH Zürich zurück, wo er von 1947 bis 1950 am Eidophor-Projekt mitarbeitete. Dann trat er 1950 eine Stelle bei der Uhrenfabrik Bulova Watch Company in Biel an. Dort befasste er sich mit der Fabrikationsautomation mechanischer Armbanduhren. Der Geschäftsführer und Mehrheitsbesitzer der US-Muttergesellschaft von Bulova war zu dieser Zeit Ardè Bulova. Dieser war wegen Neuentwicklungen von elektromechanischen Armbanduhren mit Unruhmotor seiner Konkurrenten Elgin Watch und LIP besorgt. Er beauftragte Hetzel 1953, diese neue Uhrentechnik zu untersuchen. Hetzel fand, dass diese Technik ausser der Gangreserve von einem Jahr durch Verwendung einer Batterie für den Antrieb und der Elimination des Federantriebs keine Vorteile aufwies. Stattdessen schlug er eine transistorgesteuerte Stimmgabel als Oszillator und Zeitgeber höherer Genauigkeit vor. Dieses Konzept war inspiriert von elektrisch angeregten Flachfedern und Stimmgabeln, welche Hetzel während einer Diplomarbeit an der ETH untersucht hatte. Diese Idee konkretisierte Hetzel in der Folge und schuf mit dieser Erfindung die Basis für die erste elektronische Armbanduhr namens Accutron mit einer Schwingfrequenz der Stimmgabel von 360 Hz. Firmenchef Bulova war von diesem Konzept begeistert und besorgte in den USA die für den Oszillator nötigen Bipolartransistoren für Hetzel. Noch im selben Jahr führte diese Erfindung zu einer ersten Patentanmeldung in der Schweiz. Nachdem die Realisierung einer funktionsfähigen Armbanduhr nach diesem Konzept Schwierigkeiten bereitet hatte, wollten die Verantwortlichen der Fabrik in Biel diese Entwicklung aufgeben. Hetzel bewarb sich deswegen bei der Uhrenfirma Omega SA um eine alternative Stelle. Der US-Geschäftsführer von Bulova erfuhr von dieser Absicht und offerierte Hetzel eine attraktive Stelle im Mutterhaus in New York, sodass dieser 1959 in die USA umzog, um die Entwicklung bis zur Produktionsaufnahme weiterzuführen. Das neue Uhrwerk Accutron wies eine Ganggenauigkeit von zwei Sekunden maximaler Abweichung pro Tag auf, was damals ein bedeutender Fortschritt war. Die Serienfabrikation wurde 1960 aufgenommen. Bulova wurde zum Lieferanten von Zeitmessern für die NASA.
Nach seiner Rückkehr in die Schweiz arbeitete Hetzel für das Centre Électronique Horloger (CEH) in Neuchâtel und anschliessend für Omega bis 1973. Nach dem Siegeszug der Quarzarmbanduhren wandte sich Hetzel der elektronischen Steuerung von Maschinen zu bis zu seiner Pensionierung 1988.

## Auszeichnungen
- 1945: Silbermedaille der ETH Zürich für seine Diplomarbeit
- 1968: Auszeichnung des Jahrhunderts des kantonalen Observatoriums Neuchâtel
- 1988: Goldmedaille der Schweizerischen Gesellschaft für Chronometrie[1]

## Patente
- Liste von Patenten mit Max Hetzel als Erfinder. In: espacenet.com. Abgerufen am 12. März 2023.